# Юрьев монастырь
Ю́рьев монастырь (встречаются также варианты Юрьев-Гео́ргиевский монастырь, Свя́то-Юрьев монастырь и Юрьевский монастырь) — мужской монастырь Русской православной церкви в честь великомученика Георгия, один из древнейших в России, в Средние века духовный центр Новгородской республики и богатейший духовный феодал. Находится на южной окраине Великого Новгорода на берегу реки Волхов (Юрьевское шоссе, 10). До 1918 года имел статус первоклассной обители. Монашеская община восстановлена в 1995 году.
Является объектом культурного наследия федерального значения.

## История монастыря
По преданию, основан в 1030 году князем Ярославом Мудрым. Ярослав Владимирович в святом крещении носил имя Георгий; в русском языке последнее обычно имело форму «Юрий», откуда и пошло название монастыря. Первое летописное упоминание относится к 1119 году. Строения монастыря первоначально были деревянными, как и его соборная церковь Святого Георгия. В 1119 году повелением князя Мстислава Великого был заложен каменный храм — Георгиевский собор, выстроен был мастером Петром — первым русским зодчим, имя которого называют летописи.
В 1125 году Мстислав наследовал престол киевский. Уже став великим князем, он женился на дочери новгородского посадника. В 1130 году он наделил Юрьев монастырь значительными земельными владениями. Жалованная грамота, написанная на пергаменте от лица Мстислава и его сына Всеволода, древнейший из сохранившихся русских юридических документов, хранится в Новгородском музее. При реставрации монастыря в 1990-х годах была обнаружена надпись на штукатурке (в бытовой графике) о посещении Юрьева монастыря Мстиславом Великим (в крещении Феодором) на свои именины: «Конязь былъ на Феодорово дьне Мстиславо».
В XII — начале XIII века в монастыре были похоронены представители новгородской знати. Шесть принадлежащих им каменных саркофагов были обнаружены экспедицией Института археологии РАН в 2019 году.
Стены Юрьева монастыря впервые упоминаются в летописи 1333 года.
В XII—XIII веках монастырь стал государственным монастырём Новгородской республики, а её глава — новгородский архимандрит — главой городских магистратов. К концу XV века Юрьев монастырь был одним из богатейших церковных феодалов.

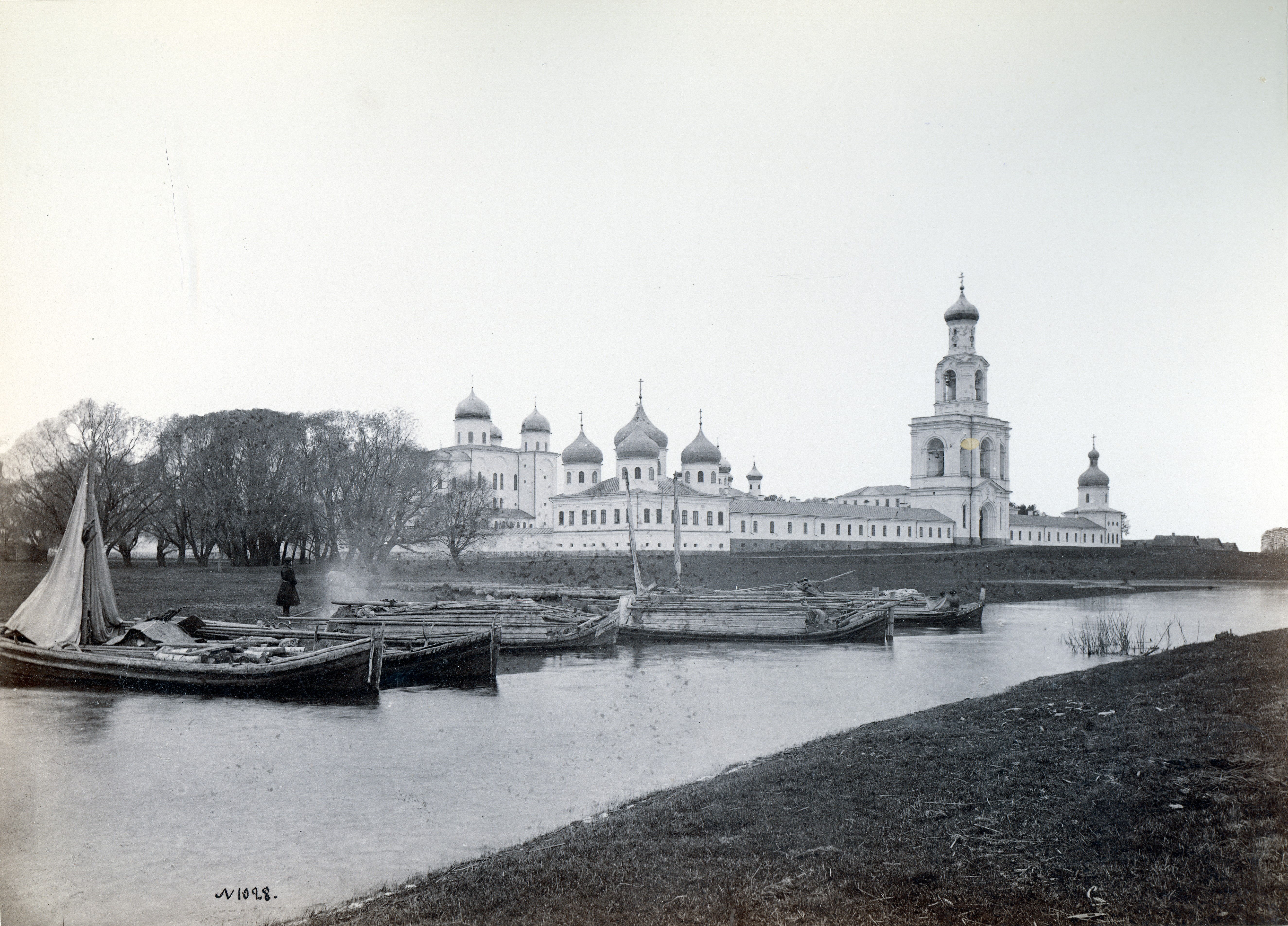
Юрьев монастырь в середине 1880-х годов.

После секуляризации монастырских вотчин в 1770-х годах монастырь потерял значительную часть своих владений и пришёл в запустение.

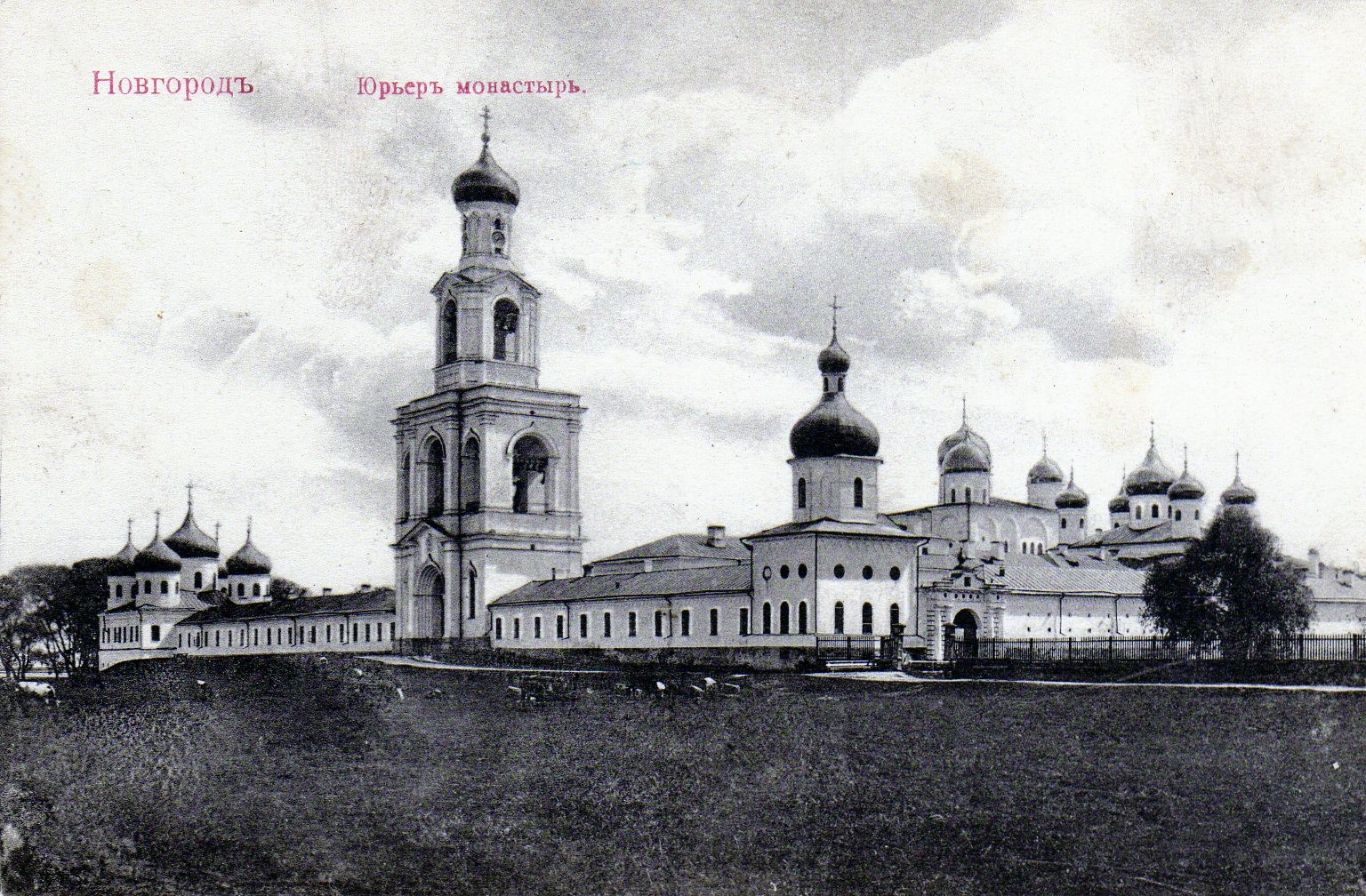
Юрьев монастырь на почтовой карточке (начало XX века)

В 1822 году во главе обители стал архимандрит Фотий (Спасский), пользовавшийся благосклонностью Александра I. Ему благоволила также графиня Анна Орлова-Чесменская (дочь графа Алексея Орлова-Чесменского), одна из богатейших помещиц России. Иждивением последней в монастыре начались обширные реставрационно-строительные работы. За короткое время были построены Западный корпус с церковью Всех Святых, Спасский собор, восточный Орловский корпус с кельями для братии, северный с храмом Воздвижения Креста, южный с больничною церковью Неопалимой Купины. В 1841 году по проекту архитектора Карла Росси была построена колокольня.
В 1921 году было принято решение об экспроприации имущества и ценностей монастыря. В 1932 году в монастырь прибывает отряд красноармейцев для разбора на стройматериалы угловых башен и храмов. Были разобраны угловые башни южной стены и барабаны Спасского собора, частично снята обшивка куполов Крестовоздвиженского собора, на чём работы были остановлены. Осенью 1924 года в Юрьеве действовало шесть церквей, но уже к 1928 году оставался только один храм — Крестовоздвиженский. В начале 1930-х годов какое-то время богослужения велись в одном из помещений Архимандритского корпуса. С 1932 года по сентябрь 1941-го в комплексе построек располагался инвалидный дом имени Свердлова.
Во время Великой Отечественной войны здесь располагались немецкие и испанские воинские части и части прибалтийских коллаборационистов, в частности, батальон литовской полиции вермахта. В эти годы здания монастыря подверглись серьёзным разрушениям.
После войны и до конца 1980-х годов на территории монастыря жили люди, размещалась почта, техникум, техническое училище, музей, продовольственный магазин и художественный салон.

### Современная жизнь обители
25 декабря 1991 года комплекс зданий монастыря был передан в ведение Новгородской епархии. В 1995 году была создана монашеская община.
Священноархимандрит (настоятель) монастыря — Лев (Церпицкий), митрополит Новгородский и Старорусский.
Обязанности наместника монастыря исполняли: с июня 1996 по апрель 2000 года — иеромонах Феодор (Тараскин); с апреля 2000 по июнь 2008 года — эконом монастыря диакон (впоследствии — иеромонах) Михаил (Кузин); с 1 июня 2008 года по 11 октября 2023 года  исполнял обязанности наместника — Арсений (Перевалов), с 3 мая 2016 года епископ Юрьевский.
Богослужение совершается в четырёх храмах монастыря: Георгиевском, Крестовоздвиженском и Спасском соборах, церкви иконы Божией Матери Неопалимая Купина.
В 2000—2004 годы у монашеской общины были изъяты из пользования основные церкви с лавками и здания. Братии оставлены кельи южного корпуса, церковь «Неопалимая Купина». В 2008 году закрылись братская трапезная с поварней.
Своего кладбища монастырь не имеет. Тела почивших насельников захоранивают на стороне, как то: у церкви Клопского монастыря или на городском кладбище. С 2024 года открылась перспектива на будущие захоронения на общецерковном кладбище в Перынском скиту 
В 2004 году на базе монастыря архиепископом Львом (Церпицким) было открыто духовное училище. В 2005 году Священный синод утвердил начинание и по прошению священноархимандрита монастыря архиепископа Льва (Церпицкого) назначил его ректором заведения. В 2021 году училище оптимизировано в богословские и регентские курсы.

## Список настоятелей Юрьева монастыря
Игумены:
1. Кириак; при нём в 1119 году основана соборная Георгиевская церковь; скончался в 1128 году;
2. Исаия (упоминается в 1134 году);
3. Дионисий (1158—1194);
4. Евфросин (в 1193 году он избираем был во архиепископа Новгородского);
5. Савватий (1194—1226);
6. Савва (8 марта 1226 года — 1230);
7. Арсений (1230 — ?);
8. Варлаам (умер в 1270 году);
9. Иоанн (упоминается в 1275 году).

Архимандриты:
1. Кирилл (упоминается в 1295 году как игумен, с 1299 — архимандрит — упоминается в 1310 году);
2. Моисей (до 1325);
3. Лаврентий (упоминается в 1333—1338 годах);
4. Иосиф (? — 1337, 1338 — упоминается в 1345 году);
5. Никифор (упоминается в 1352 году);
6. Савва (упоминается в 1377 году);
7. Парфений I (упоминается в 1399 году);
8. Варлаам I (упоминается в 1419 году);
9. Григорий (упоминается в 1428 году);
10. Мисаил I (упоминается в 1449 году);
11. Феодосий I (упоминается в 1472 году — упоминается в 1476 году);
12. Кассиан, а по другим — Вассиан (в 1505 году сожжён за ересь жидовствующих);
13. Ермоген;
14. Силуан — записаны в синодике без лет;
15. Иона I (1517—1523);
16. Феогност (умер в 1533 году)
17. Гурий (упоминается в 1540 году)
18. Иларион (упоминается в 1551 и в 1552 году)
19. Геннадий (упоминается в 1555 году)
20. Варфоломей (упоминается в 1558 и в 1564 году)
21. Леонид (15 ноября 1567—1568)
22. Александр (упоминается в 1573—1577)
23. Дионисий (упоминается в 1582 году)
24. Мисаил II (упоминается в 1583—1589 гг.)
25. Иоаким (упоминается в 1591 и в 1599 году)
26. Никандр (упоминается в 1606 и в 1613 году)
27. Дионисий I (1617—1632)
28. Иона II (1 января 1633 года — 1633)
29. Герасим (1633—1635)
30. Нифонт (1635 — упоминается в 1637 году)
31. Иларион (упоминается в 1640—1660 годах)
32. Динисий II (упоминается в 1660 году)
33. Феодосий II Арзамасец (упоминается в 1661 и в 1667 году)
34. Парфений II (упоминается в 1668—1672 годах)
35. Симеон (упоминается в 1671 году — апрель 1676 года)
36. Симеон II (умер в 1676 году)
37. Иов (6 июня 1676 года — упоминается в 1681 году. В январе 1682 года подписал грамоту об отмене местничества в чине архимандрита Юрьева монастыря)[16]
38. Аарон I (1701)
39. Сильвестр (Волынский) (1701—1704)
40. Гавриил (Домецкий) (декабрь 1704 года — 30 июля 1708 года)
41. Исаак (1708)
42. Аарон (Еропкин) (21 ноября 1708 года — 28 июня 1723 года), с 1714 года — епископ
43. Андроник (31 марта 1724 года — 1726)
44. Маркелл (Радышевский) (1726 — август/сентябрь 1727 года)
45. Антоний (22 сентября 1727 года — 9 января 1728 года)
46. Аарон (Еропкин) (9 января 1728 года — 20 августа 1730 года), епископ
иеромонах Ириней (19 сентября 1730 года — 20 января 1731 года)
47. Андроник (с 20 января 1731 заведовал монастырём; 22 января 1732 года — 4 сентября 1734 года)
48. Иосиф II (Самебели) (август 1734 года — 9 октября 1740 года), архиепископ
49. Гавриил (Воронов) (18 октября 1740 года — 24 января 1741 года)
50. Маркелл (Радышевский) (24 января 1741 года — 29 ноября 1742 года), с 1742 года — епископ
51. Павел (Канючкевич) (18 февраля 1744 года — 1758)
52. Иоасаф (Хотунцевский) (30 мая 1758 года — 29 апреля 1759 года), епископ
53. Иоанникий (Святковский) Святоша (1 мая 1759 года — 3 июня 1768 года)
54. Иоанникий (Микрицкий) (25 августа 1768 года — 2 апреля 1775 года)
55. Виктор (Онисимов) (2 апреля 1775 года — 26 мая 1782 года)
56. Арсений (Бузановский) (26 мая 1782 года — 1785)
57. Афанасий (Вольховский) (13 ноября 1785 года — 30 июля 1788 года)
58. Ириней (Клементьевский) (30 июня 1788 года — 6 июня 1792 года)
59. Иакинф (Карпинский) (27 июня 1792 года — 23 апреля 1795 года)
60. Гервасий (Линцевский) (6 мая 1795 года — 13 мая 1796 года)
61. Иннокентий (Дубравицкий) (23 мая — июнь 1796 года)
62. Арсений (Тодорский) (21 июня — 15 августа 1796)
63. Иоанн (Островский) (25 августа 1796 года — 17 сентября 1797 года)
64. Амвросий (Келембет) (24 сентября 1797 года — ноябрь 1799 года)
65. Михаил (Десницкий) (6 декабря 1799 года — июль 1802 года)
66. Амвросий (Протасов) (5 июля 1802 года — 10 января 1804 года)
67. Парфений (Петров) (12 января 1804 года — 6 июня 1809 года)
68. Евграф (Музалевский-Платонов) (9 августа — 11 ноября 1809 года)
69. Сергий (Крылов-Платонов) (17 января 1810 года — 14 июня 1811 года)
70. Амвросий (Орнатский) (11 сентября 1811 года — 27 марта 1812 года)
71. Филарет (Дроздов) (27 марта 1812 года — 7 марта 1816 года)
72. Иннокентий (Смирнов) (1816—1819)
73. Владимир (Ужинский) (10 марта — 17 мая 1819 года)
74. Дамаскин (Россов) (5 июня — 14 декабря 1819 года)
75. Анатолий (Ставицкий) (6 февраля 1820 года — 21 августа 1822 года)
76. Фотий (Спасский) (21 августа 1822 года — 26 февраля 1838 года)
77. Мануил (Соловьёв) (1 мая 1838 года — 8 февраля 1857 года)
78. Варлаам (Денисов) (22 марта 1857—1860)
79. Геронтий (Артюховский) (1860—1865)
80. Герман (Осецкий) (3 марта 1866—1866)
81. Иоаким (1866—1878)
82. Исайя (1878—1896)
83. Владимир (1896—1905)
84. Иоанникий (Дьячков) (1905—1907)
85. Иосиф (Петровых) (1907—1909)
86. Анатолий (Юнгер) (1909—1910)
87. Иувеналий (Масловский) (23 октября 1910—1914)
88. Никодим (Воскресенский) (26 августа 1914—1922)
89. Сергий (Васильев) (март 1922 — начало 1930-х)
90. Лев (Церпицкий), архиепископ, с 2012 — митрополит

## Храмы и иные постройки

### Георгиевский собор
Строительство собора, ставшего главным храмом Юрьева монастыря, было начато в 1119 году. Инициатором строительства был великий князь Мстислав I Владимирович. Из Новгородской летописи известно имя строителя собора — мастер Пётр, предположительно построивший также Николо-Дворищенский собор и церковь Благовещения на Городище. Это первое из известных имён древнерусских мастеров-строителей. Строительство собора продолжалось 11 лет. 12 июля 1130 года он был освящён во имя Георгия Победоносца Новгородским епископом Иоанном.

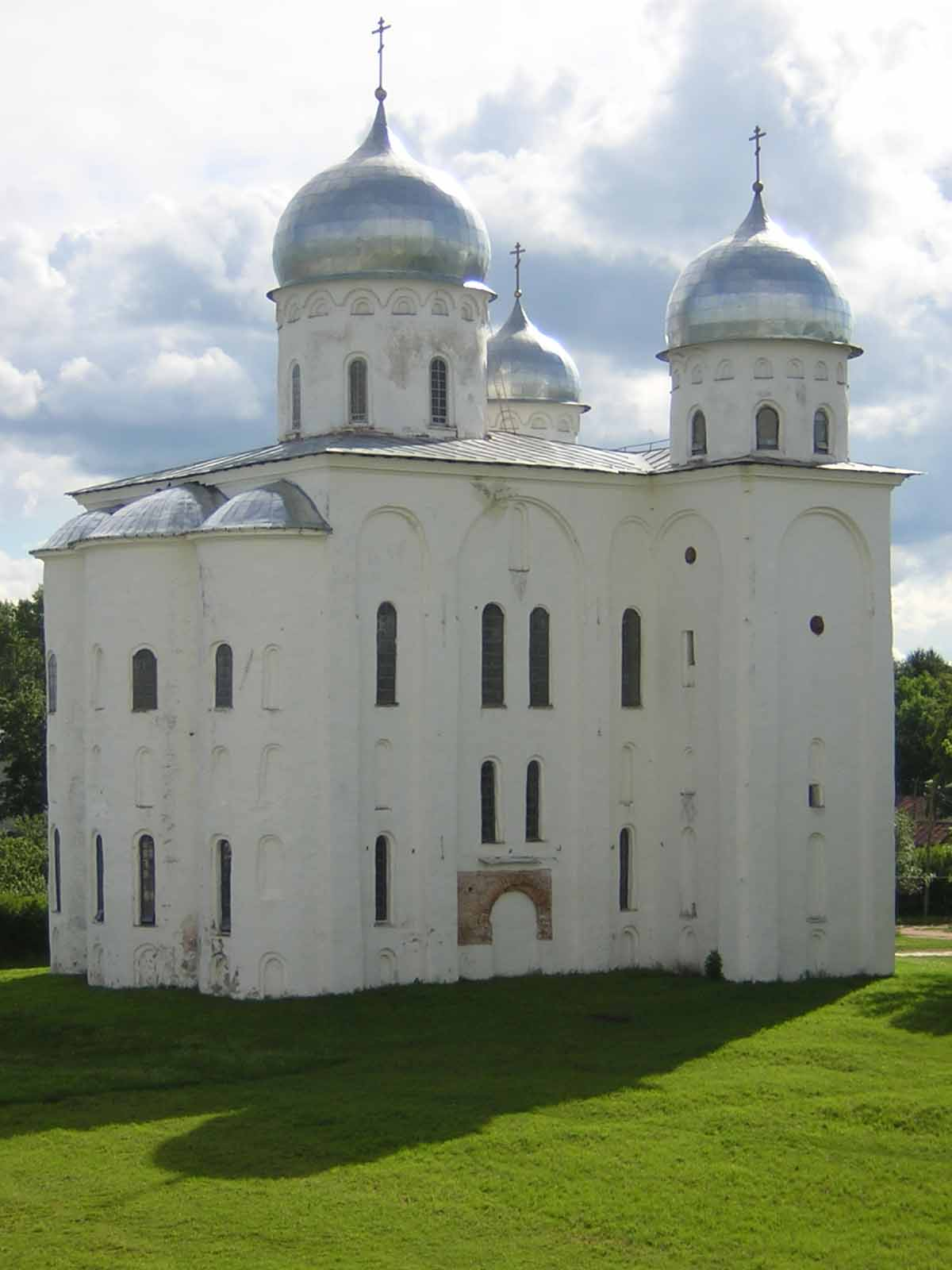
Георгиевский собор Юрьева монастыря

Собор стал усыпальницей настоятелей монастыря, ряда русских князей и новгородских посадников. В 1198 году в нём погребли Изяслава и Ростислава, сыновей новгородского князя Ярослава Владимировича; в 1203 году — принявший в монастыре постриг новгородский посадник Мирошка Несдинич; в 1233 году — князь Фёдор Ярославич, старший брат Александра Невского, а в 1224 году и его мать Феодосия Мстиславна (в монашестве Ефросиния); в 1453 году — Дмитрий Юрьевич Шемяка.
В 1820—1830-е годы была проведена реставрация собора, в ходе которой был полностью сбит слой штукатурки содержащий наслоения росписей из XII—XVIII веков (оригинальная фресковая живопись (фрагменты святительского чина) сохранилась только на откосах окон и в верхней части лестничной башни, где располагалась небольшая церковь). Тогда же собор был заново оштукатурен и полностью расписан. В 1898 году в ходе очередных ремонтных работ роспись была заменена. В 1902 году отреставрированный собор был освящён архиепископом Новгородским и Старорусским Гурием.
В 1929 году Юрьев монастырь был закрыт, богослужения в Георгиевском соборе были прекращены.
Поврежден во время Великой Отечественной войны. Восстановлен в 1951—1952 гг.
Собор и монастырь были возвращены Русской православной церкви в 1991 году, с этого периода в Георгиевском соборе проходят богослужения.
В 2014 году под полом собора были обнаружены сбитые в 1820—1830-е годы фрагменты фресковой живописи XII века, в том числе с древними граффити — о смерти архиепископа Антония (Добрыни Ядрейковича) в 1232 году и сыновей князя Ярослава Владимировича в 1198 году, о пожаре в Троицкой церкви в 1160 году.
Сегодня идут работы по сбору фрагментов и реконструкции фресок.

### Крестовоздвиженский собор

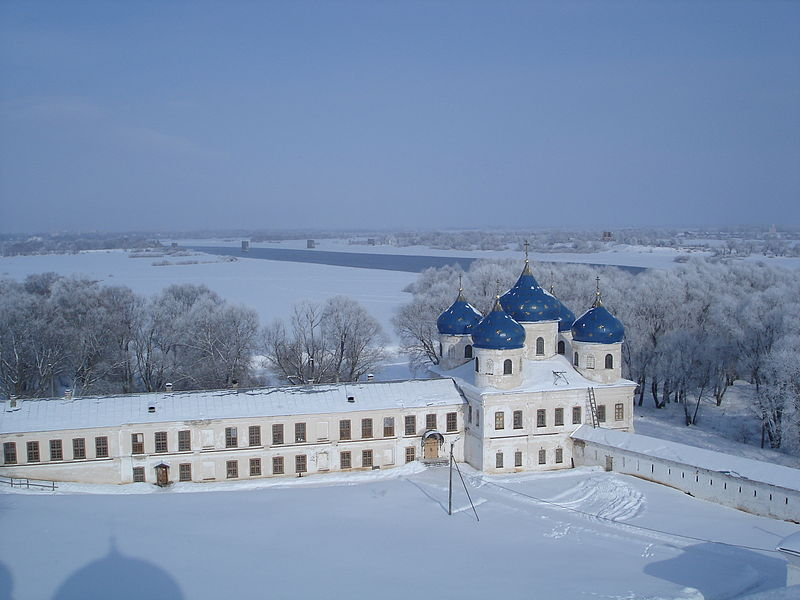
Вид на Крестовоздвиженский собор с дрона, 2021 год

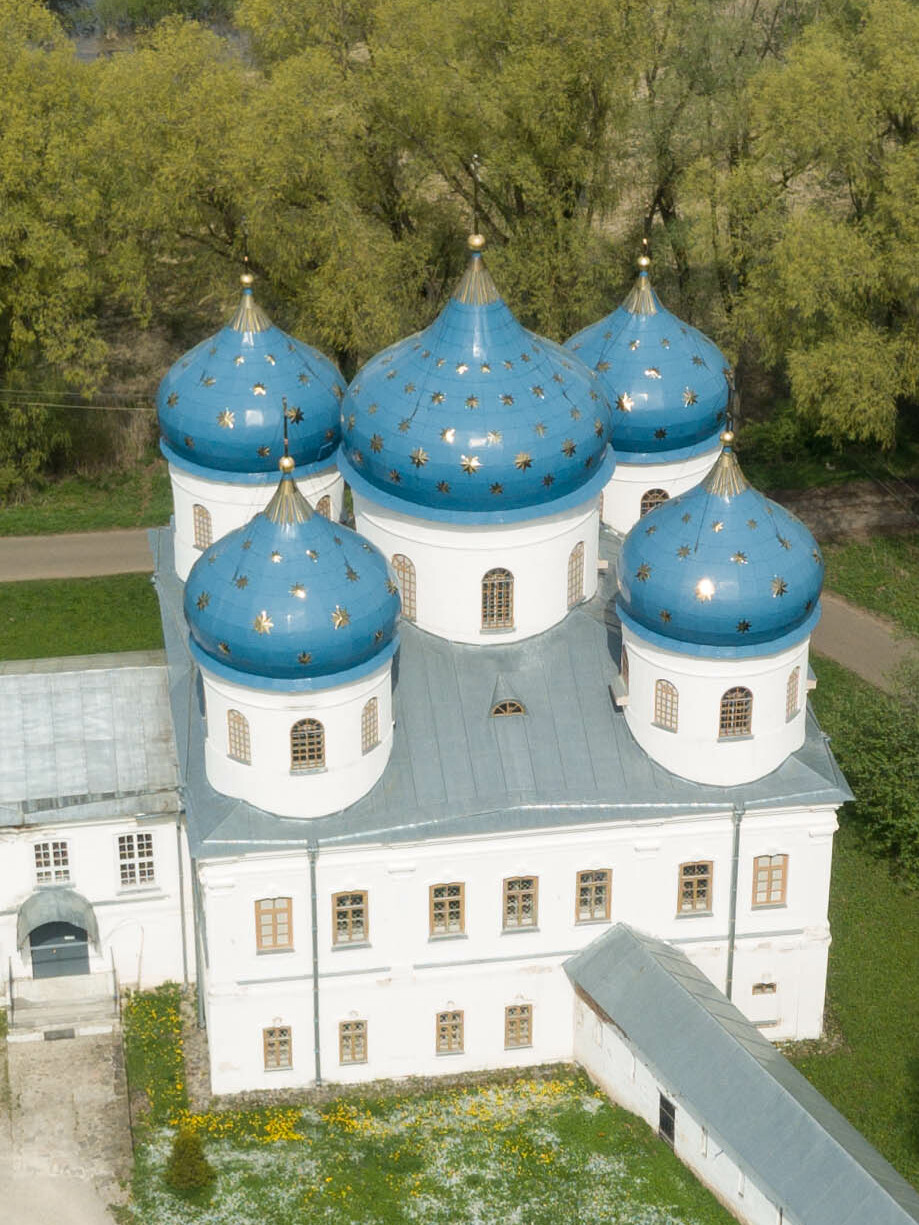
Вид на Крестовоздвиженский собор с дрона, 2021 год

Храм в честь Воздвижения Честного и Животворящего Креста Господня находится на северо-восточном углу монастыря. Собор выстроен в 1823 году при архимандрите Фотии, на остатках безымянной, выгоревшей в 1810 году церкви, строительство которой было произведено в 1761 году.
Имеет 5 глав синего цвета, на которых размещены 208 восьмиконечных звёзд. После закрытия монастыря большевиками храм со временем утратил настенную роспись, и в настоящее время не имеет таковой. Внутренние стены окрашены в белый цвет. В советские годы в соборе располагались поочерёдно музей, почтовое отделение, склад, в 1990-91 г. картинная галерея местных художников. Летом 2004 года был заменён деревянный каркас северо-западного купола и металлическая обшивка всех пяти куполов и крестов. Собор имеет систему отопления и используется для регулярных богослужений как в летнее, так и в зимнее время.

### Спасский собор
Расположен к северо-западу от Георгиевского собора, с севера и юга к нему вплотную примыкают крылья Архимандритского корпуса.

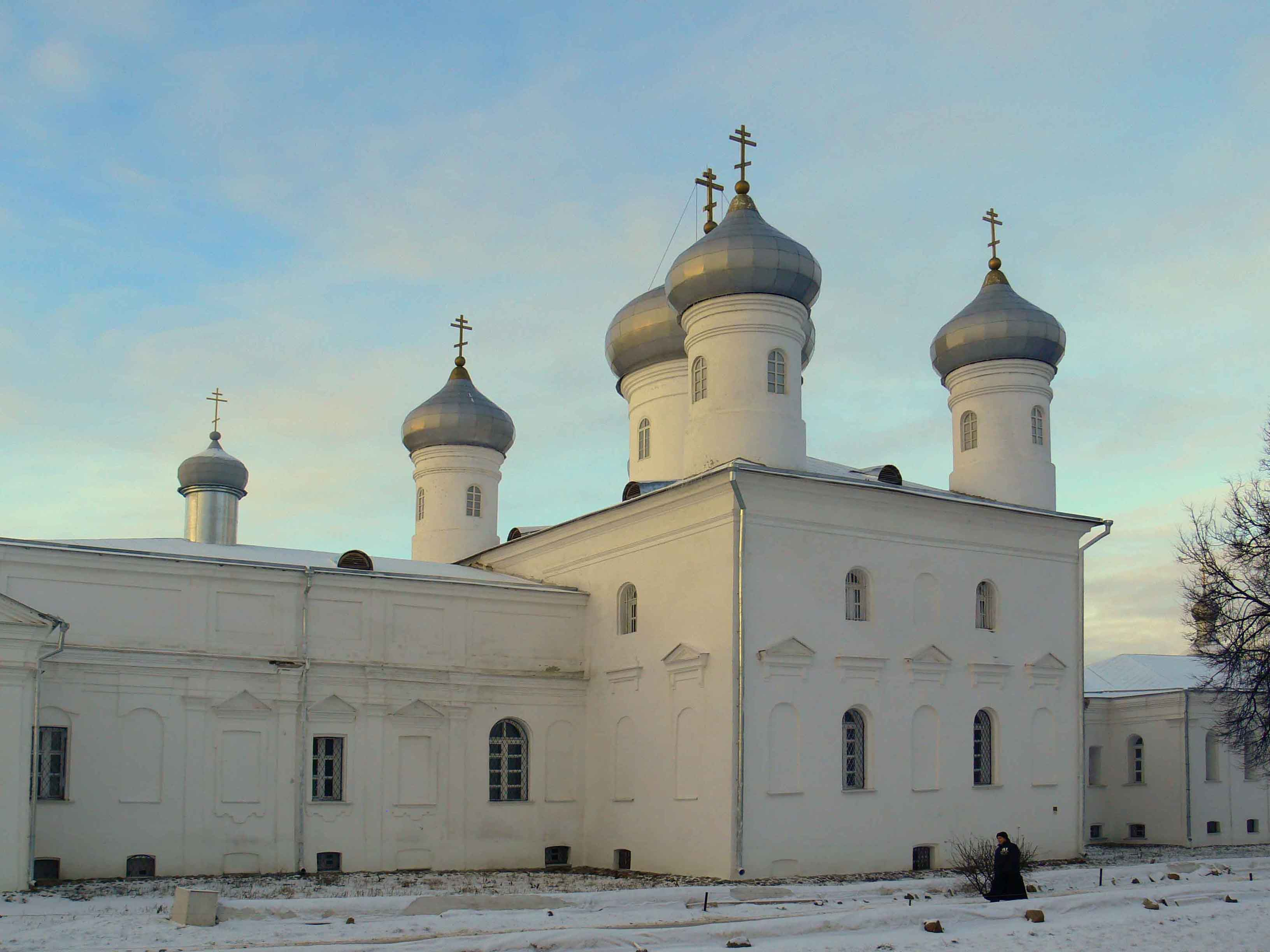
Спасский собор

В 1763 году в нескольких метрах западнее Георгиевского собора была построена каменная церковь Александра Невского и его брата Федора. Заказчик храма — архимандрит монастыря Иоанникий I. В 1823 году эта церковь сгорела во время сильного пожара. В 1823—1824 гг. на фундаменте старой церкви, с использованием старой кладки, был построен Спасский собор. Заказчик храма — архимандрит Фотий. Собор был построен с двумя приделами: Святой Анны и Фотия и Аникиты. В 1830 году по проекту новгородского губернского архитектора с западной стороны к собору пристраивается паперть. В 1836 году в подвальном этаже собора устраивается церковь Похвалы Богородицы. Позже в ней были погребены архимандрит Фотий и благотворительница монастыря Анна Орлова-Чесменская. В 1841 году с юга пристроен придел Всех Святых, который непосредственно примкнул к приделу Святой Анны. В 1848—1849 годах собор обновляется. В 1850 году с севера пристроен ещё один придел — Алексия Митрополита Московского, примкнувший к приделу Фотия и Аникиты. Заказчик построек архимандрит монастыря Мануил.
В 1936 году при историке архитектуры, археологе М. К. Каргере были разобраны купола и барабаны, как погашающие доминанту облика монастыря — Георгиевский собор.
Также собор пострадал в годы Великой Отечественной войны. Восстанавливался в 1954—56 годах. В 2004-07 годах заново отстроены барабаны и восстановлены купола с крестами.
Памятник представляет собой рядовое здание XIX века, решённое в формах провинциального классицизма. Интерес могут вызвать планировка и характер сводчатых перекрытий.
В Спасском соборе Свято-Юрьева монастыря на праздничном богослужении в рождественскую ночь 2017 года присутствовал президент России Владимир Путин.

### Колокольня

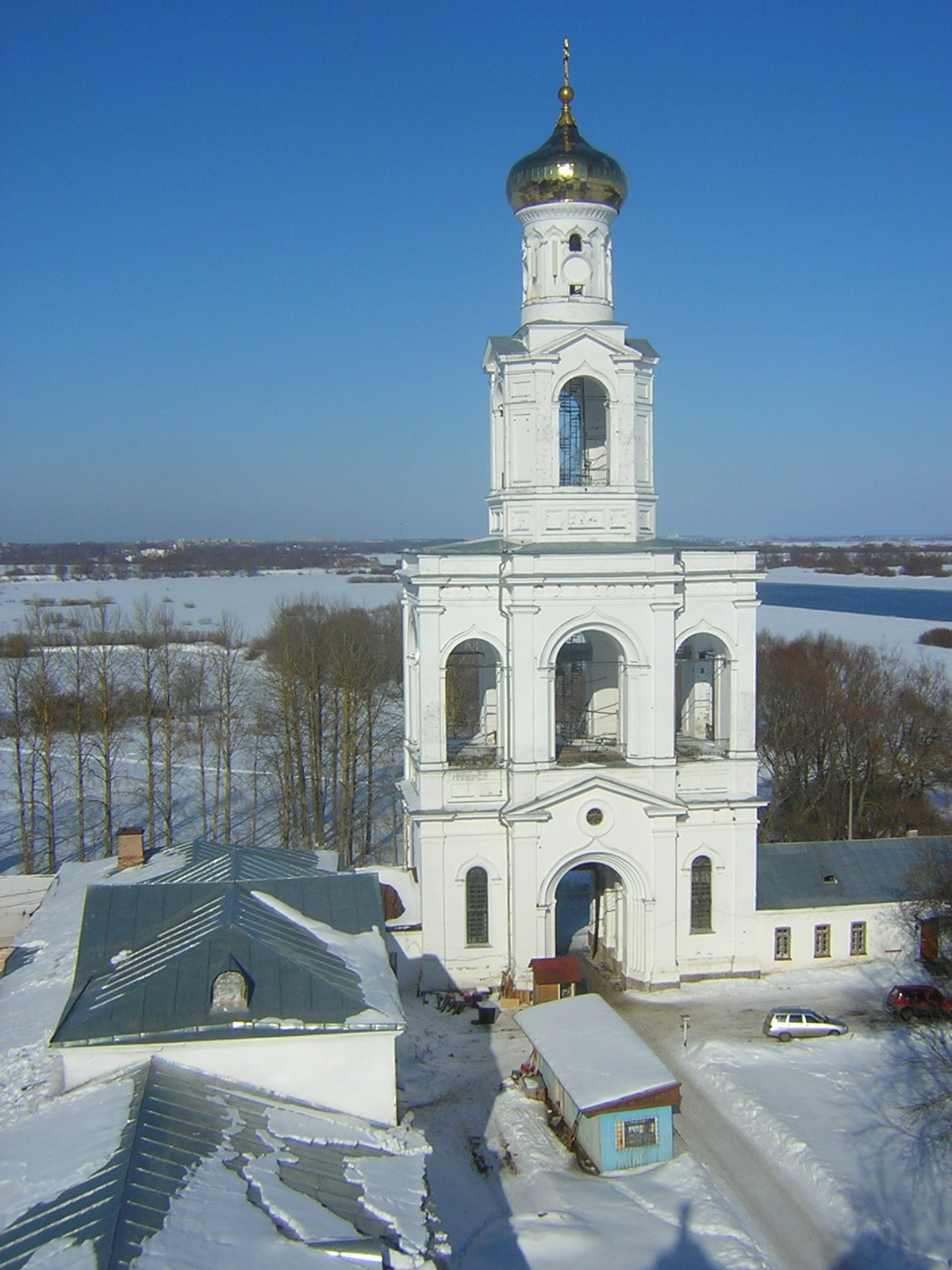
Колокольня

Представляет собой четырёхъярусную постройку высотой 52 м. Воздвигнута в 1838—1841 годах архитектором Соколовым по проекту Карло Росси. Строительство велось после смерти архимандрита Фотия, финансировала работы графиня Анна Орлова. Колокольня имеет заметную несоразмерность частей. Об этом повествует легенда, согласно которой Николай I вычеркнул из проекта средний ярус, дабы постройка не превзошла высотой колокольню Ивана Великого в Московском кремле.

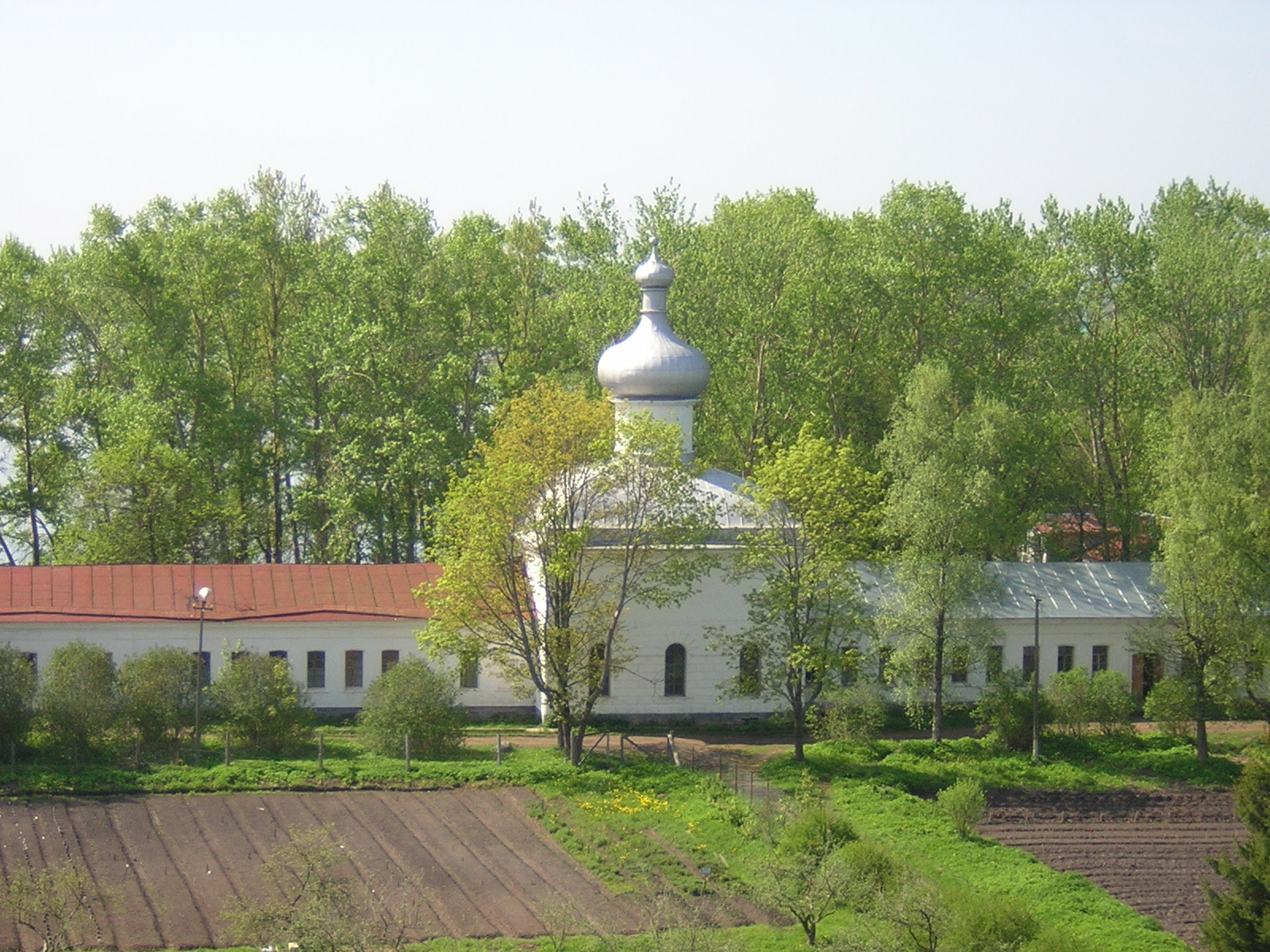
Церковь иконы Божьей Матери «Неопалимая Купина»

Раньше на колокольне (в круглой нише верхнего яруса) располагались часы. Время отбивали 17 связанных с ними колоколов (третий ярус). Ниже висели ещё 15 колоколов. Самый большой монастырский колокол звался «Неопалимая купина» и весил 2100 пудов (33,6 тонны). Второй по величине — «Крест» — 1140 пудов (18,2 тонны). Зимой 2002—2003 года на верхнем ярусе колокольни были установлены антенны мобильной связи. Последняя масштабная реставрация прошла в 2009 году.

### Церковь иконы Божией Матери «Неопалимая Купина»
Монастырь нередко страдал от пожаров, и по повелению архимандрита Фотия в 1828 году была заложена эта церковь в честь указанной иконы, считающейся в православии охранительницей от пожаров. Войти в церковь возможно только через коридор «Южного» корпуса, минуя кельи насельников. Церковь имеет отопление, но в настоящее время используется для служб только в праздничные дни и молебнов насельников. В отличие от паломников, туристам доступ в эту часть монастыря закрыт.

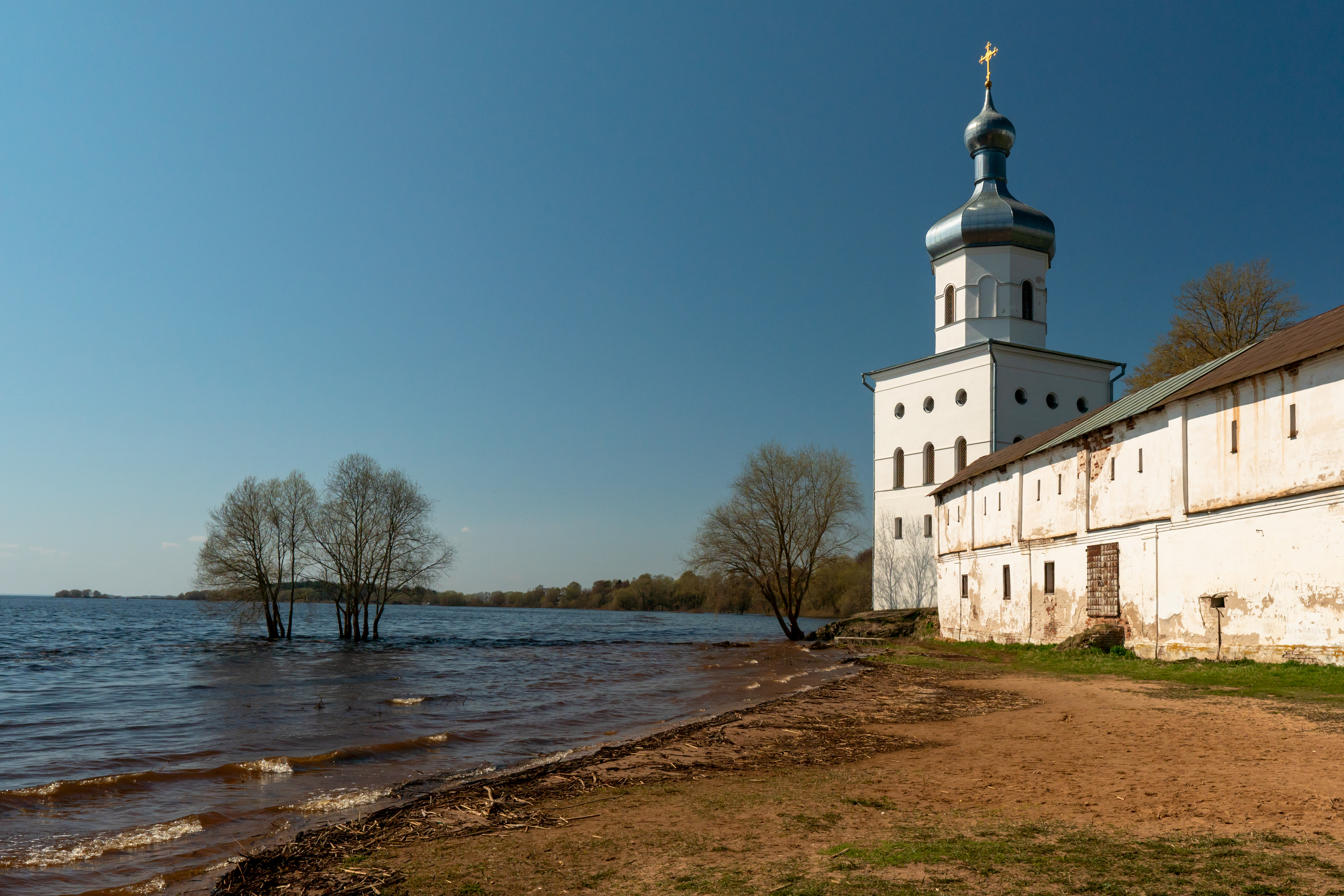
Храм в честь Собора Святого Архистратига Михаила

### Церковь Архангела Михаила
Располагается в юго-восточной башне ограды монастыря. Сама башня постройки 1760 года. Церковь устроена в 1831 году при архимандрите Фотии. В 1934 году разобрана на стройматериалы. В 1950-х годах восстановлена форма здания. В 2010—2013 годах восстановлены барабан и купол храма.

### Киворий
Располагается главной аллее в месте её пересечения с проходами к восточным и западным воротам. В каком веке были изготовлены элементы конструкции неизвестно, но, к примеру, колонны и чаша имеют следы ручной работы, ротонды же машинной. Памятник установлен в монастыре в 1844 году. Первоначально он располагался во дворе между западным и архимандритским корпусами, у стены первого, в стенах которого сохранился древний колодец. В 1942 году, в результате артобстрела монастыря Киворий получил повреждения, вследствие чего за отсутствием одной из восьми колонн и имеющихся поперечных трещинах на двух других колоннах, устойчивость всей конструкции представляется ненадёжной. К 27 сентября 1997 года братией монастыря было восстановлено повреждённое, полностью демонтированное в 1949 году, купольное навершие с крестом (на май 2025 года крест вновь отсутствует), тогда же в попытке найти воду была расчищена (заваленная видимо в 1949 году) от огромных валунов четырёхметровой глубины шахта колодца, но в ходе раскопок и дальнейшего углубления в материк присутствие когда-либо близкого горизонта воды и возможных остатков водопровода на этом месте обнаружено небыло.

Из примечательного:  перемычки под фронтонами имеют череды шпонок, по очертаниям свидетельствующие о бывшими на них некогда надписаниями на персидском или возможно других языках, которые в свою очередь местами перекрываются  следами более современной, некогда бывшей поверх них, кириллической надписи . Имеет на себе следы происходившего на территории монастыря ближнего боя. В 1997 и в следующие годы, в радиусе нескольких метров, имели место  явления в виде благоухания.

## Монастырь в нумизматике и филателии

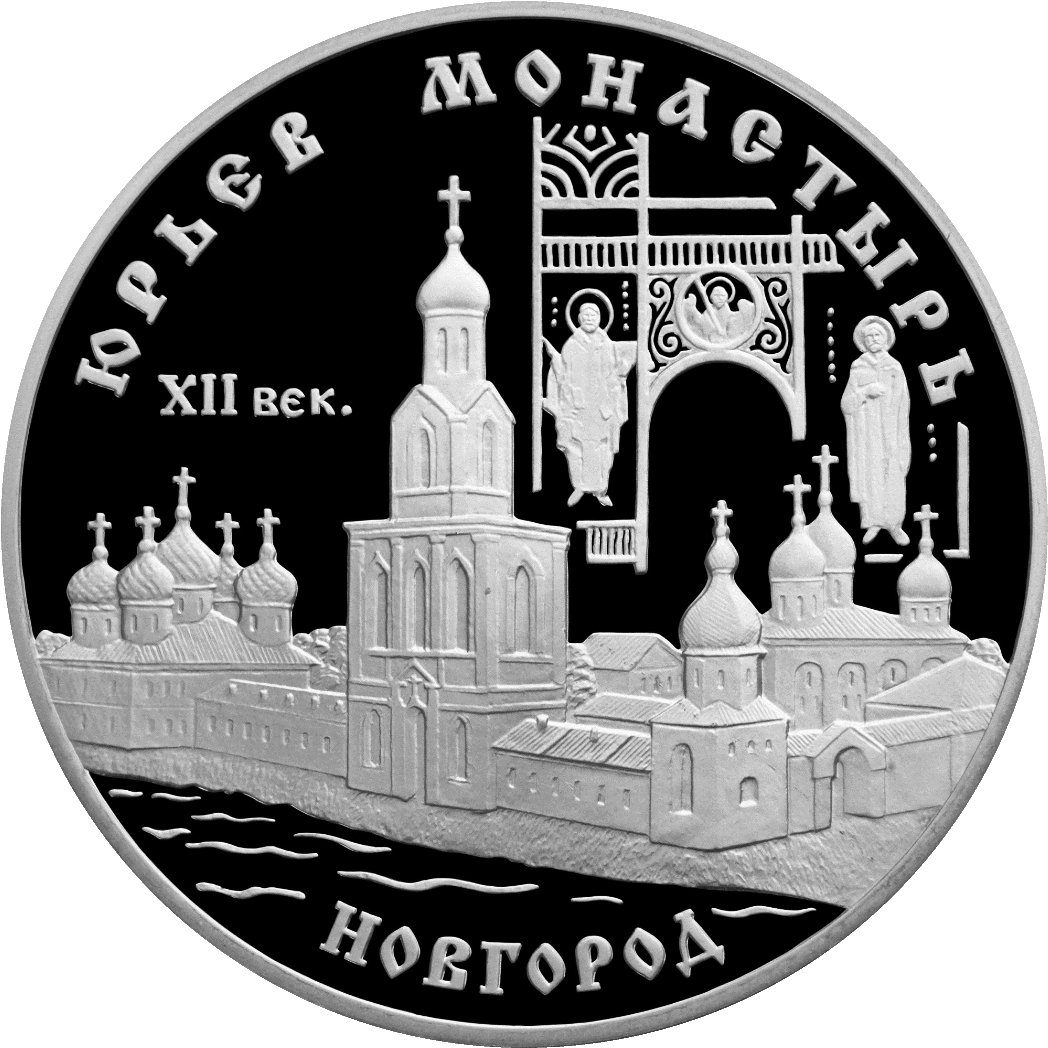
Монета Банка России — Серия: «Памятники архитектуры России», Юрьев монастырь, г. Новгород, 3 рубля, реверс.
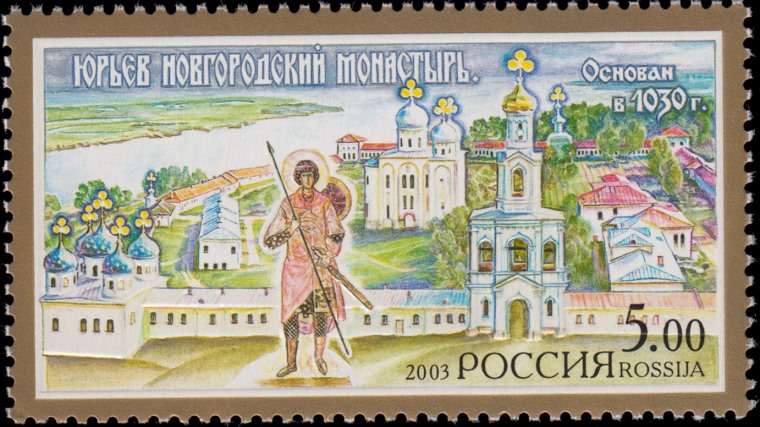
Почтовая марка 2003 года